# Curt von Zedtwitz

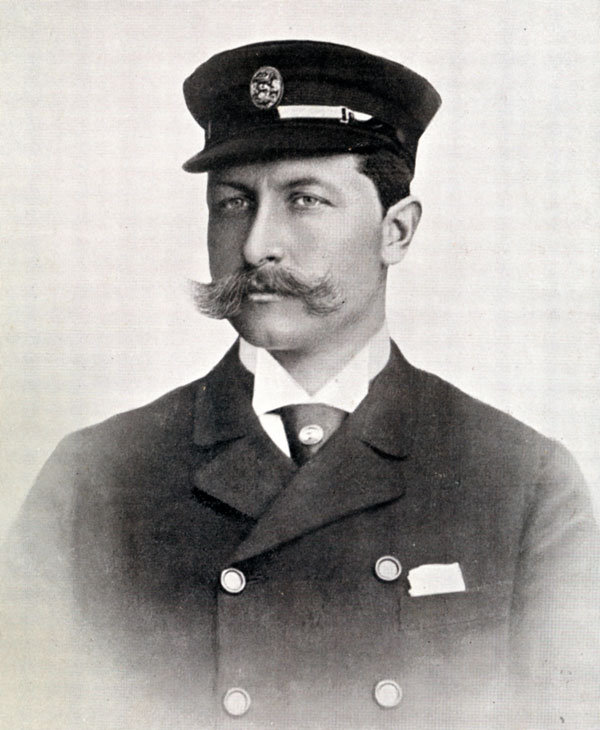
Curt von Zedtwitz

Moritz Curt Freiherr von Zedtwitz (* 18. Juli 1851 in Leipzig; † 18. August 1896 im Spithead, England) war ein deutscher Diplomat.

## Leben

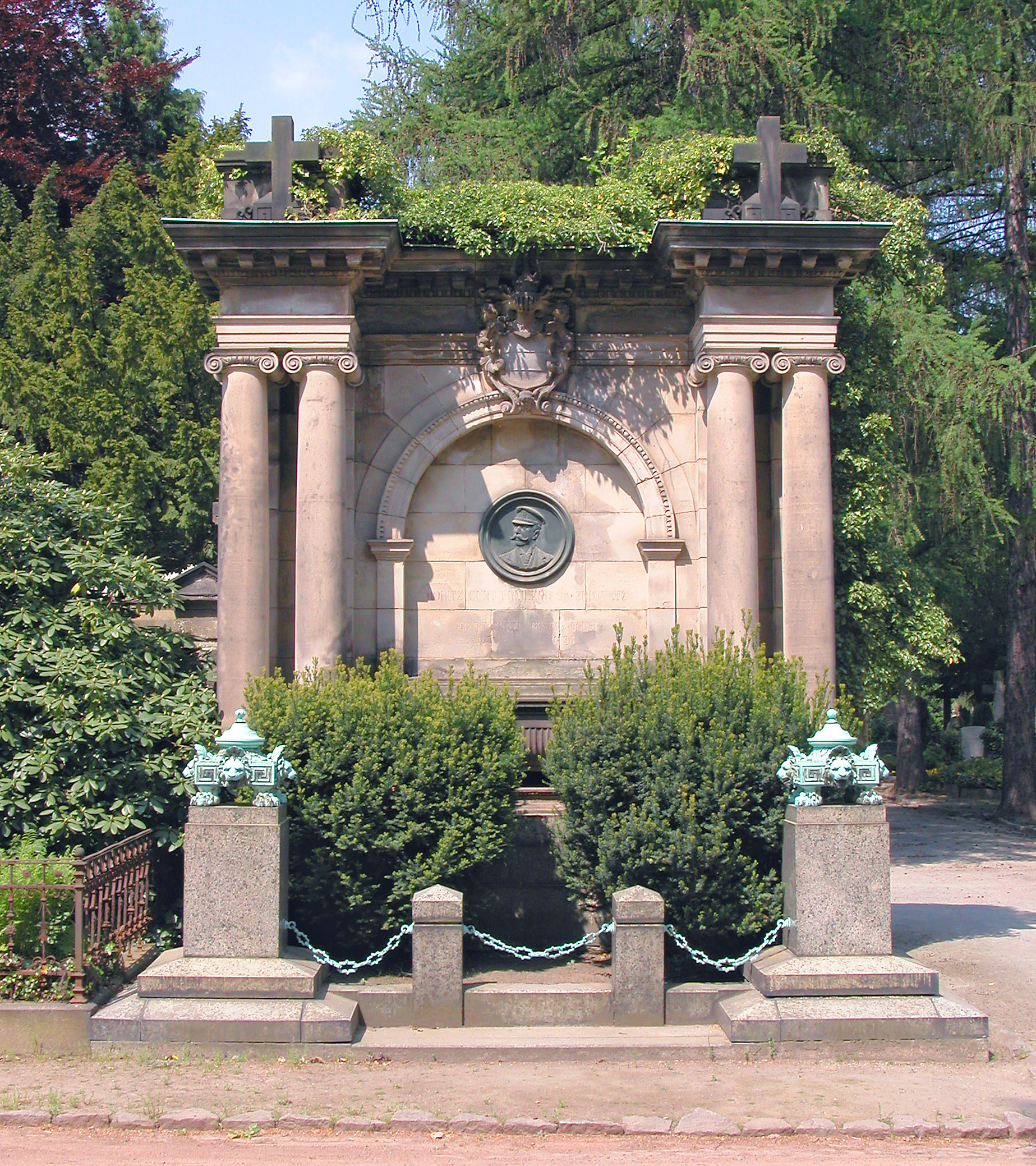
Grabmal Moritz Curt Freiherr von Zedtwitz auf dem Johannisfriedhof Dresden

Curt von Zedtwitz besuchte das Gymnasium in Zwickau. Nach dem Abitur im März 1869 diente er als Einjährig-Freiwilliger in der Sächsischen Armee. Seit 1870 Student der Rechtswissenschaft an der Universität Leipzig, nahm er am Deutsch-Französischen Krieg teil. Im Februar 1871 wurde er Sekonde-Lieutenant der Reserve, im Oktober 1878 zum Premier-Lieutenant d. R. und im Juni 1885 zum Rittmeister befördert. Nach dem Krieg wechselte er an die Ruprecht-Karls-Universität Heidelberg und die Friedrich-Wilhelms-Universität zu Berlin. Nachdem er am 20. Juli 1874 das Erste Juristische Staatsexamen bestanden hatte, trat er in den Justizdienst des Königreichs Sachsen. Am 9. März 1878 bestand er die Assessorprüfung.
Am 1. April 1878 wurde er in den Auswärtigen Dienst (konsularische Laufbahn) einberufen. Als Hilfsexpedient kam er in die Abteilung II (Handels-, Rechts- und Konsularsachen). Am 23. April 1879 zur diplomatischen Laufbahn zugelassen, war er von Mai 1879 bis Januar 1881 an der Botschaft in Sankt Petersburg. Im Juli 1879 bestand er die Diplomatische Prüfung. Als Legationssekretär kam er im Mai 1881 – zur Zeit Karl von Eisendechers – an die Gesandtschaft in Tokyo. Er befasste sich mit japanischer Musik und veröffentlichte 1885 eine Sammlung japanischer Musikstücke.
Im April 1885 wurde er an die Gesandtschaft in Stockholm und im April 1886 an die Gesandtschaft in Washington, D.C. versetzt. Am 5. März 1886 erhielt er den Charakter als Legationsrat. In der „Ära Bleichröder“ wurde er am 2. Juli 1888 als Gesandter nach Mexiko-Stadt entsandt. Die Übergabe des Beglaubigungsschreibens erfolgte am 22. Oktober 1886. Am 28. März 1893 wurde er aus dem Reichsdienst entlassen.

### Privates
Curt v. Zedtwitz war seit 1872 Corpsschleifenträger der Misnia III. Verheiratet war er seit 1890 mit Mary Elizabeth Breckenridge Caldwell. Die Tochter von William Shakespeare Caldwell und Enkelin von James H. Caldwell kannte er schon seit 1874. Aus der Verbindung ging der Sohn Waldemar Konrad von Zedtwitz hervor.

### Schloss Chartreuse
Das Ehepaar kaufte im Januar 1896 für 400.000 Schweizer Franken das Schloss Chartreuse in Hünibach. Das erste Schloss Chartreuse hatte einst dem Schultheißen Niklaus Friedrich von Mülinen gehört und die umfassendste Privatbibliothek der Schweiz beherbergt. Danach hatte es dem Bankier Rudolf Emil Adolf de Rougemont gehört, dessen Witwe den Baron Albert Emil Otto von Parpart heiratete und mit diesem 1861 Schloss Hünegg baute und bezog. Schloss Chartreuse wechselte danach noch mehrfach den Besitzer, das Ehepaar von Zedtwitz kaufte es der Witwe Mathilde Flachs Gerber ab und benutzte es als Baubüro, um ein größeres Schloss zu errichten. Nach dem Unfalltod des Barons von Zedtwitz im Jahr 1896 ruhten die Arbeiten am neuen Schloss Chartreuse bis zum Jahr 1900. 1901 wurde das alte Schloss gesprengt, 1902 das neue fertiggestellt. 1910 starb die Besitzerin im Alter von nur 45 Jahren und vererbte das Bauwerk an den 15-jährigen Waldemar von Zedtwitz, der allerdings in Deutschland aufgezogen wurde. Er verkaufte den Besitz 1933 an eine Immobiliengesellschaft, die das Schloss nach und nach abtrug.

### Havarie im Solent
Im Sommer 1896 nahm Curt von Zedtwitz mit seiner Yacht Isolde an der Regatta des Royal Albert Yacht Club im Solent teil. An einem Boot, das vor Southsea verankert war, sollten sowohl seine Bootsklasse als auch eine höhere Bootsklasse, zu der auch die Meteor II des deutschen Kaisers gehörte, die Richtung wechseln. Zufällig kamen die führenden Boote der beiden Klassen gegen Mittag gleichzeitig hier an. In der höheren Klasse führte die Britannia, dicht gefolgt von der Meteor II. Isolde, die von William Miles und dem Baron von Zedwitz gesegelt wurde, hatte The Saint zwischen sich und der Britannia und das amerikanische Boot Niagra hinter sich; beim Anluven tangierte aber die The Saint den Baum der Isolde, der sich in ihrer Takelage verfing. Dadurch wurde die kleinere Yacht von ihrem Kurs abgebracht und auf die Britannia zugedreht. William Miles versuchte, eine Kollision mit der Britannia zu verhindern, doch rammte der Bug der Yacht die Britannia. Mittlerweile hatte jedoch auch die Meteor II angeluvt und traf mit ihrem Bugspriet das Großsegel der Isolde, woraufhin deren gesamtes Rigg zusammenbrach und aufs Deck fiel. Die Mannschaft samt dem Baron Zedwitz rannte über das Boot, während Kapitän Miles über Bord sprang. Er wurde von Arthur Payne, der sich an Bord der Penitent befand, gerettet. Zedwitz war mittlerweile mit den Trümmern an Bord beschäftigt, bewegte sich auf einen Ruf der Mannschaft hin über das Deck und wurde dabei von einer Spiere o. ä. am Kopf getroffen. Zwei Matrosen versuchten ihn aus den Überresten des Riggs zu befreien, was ihnen erst mit Hilfe des an Bord zurückgekehrten Kapitäns gelang. Zedtwitz war zu diesem Zeitpunkt offenbar bewusstlos. Wenig später war von zahlreichen Booten und Yachten aus Hilfe herangekommen. An Bord der White Lady befand sich der Arzt W. Dawson, der den Baron versorgen wollte, aber nur den Tod feststellen konnte.
Der Unfall wurde später in Flensburg untersucht; dabei wurde festgestellt, dass Kapitän Robert Gomes auf der Meteor II keinen Fehler begangen hatte: Hätte die The Saint die Isolde nicht vom Kurs abgebracht, hätte er mit der Meteor II problemlos zwischen der Britannia und der Isolde durchfahren können.